# En-Gedi
En-Gedi, hebreiska עין גדי, är en oas i Juda öken väster om Döda havet i Israel.
I området ligger kibbutzen En-Gedi som grundades 1956 och nationalparken En-Gedi.
En-Gedi betyder ungefär "Bockkällan". En vattenkälla som rinner upp bland klipporna gör dalen till en grönskande oas i ett annars torrt landskap. En-Gedi omnämns i Bibeln i bland annat Höga visan och var känd för sin balsam, för sina vingårdar och sina palmer. Det låg i det område som beboddes av Juda stam. I En-Gedi höll sig David under en tid gömd, sedan han flytt från kung Saul.